# Klotsäv
Klotsäv (Scirpoides holoschoenus) är en halvgräsart som först beskrevs av Carl von Linné, och fick sitt nu gällande namn av Jiří Soják. Enligt Catalogue of Life ingår Klotsäv i släktet klotsävsläktet och familjen halvgräs, men enligt Dyntaxa är tillhörigheten istället släktet klotsävsläktet och familjen halvgräs. Arten har ej påträffats i Sverige.

## Underarter
Arten delas in i följande underarter:
- S. h. globifera
- S. h. holoschoenus
- S. h. thunbergii

## Bildgalleri

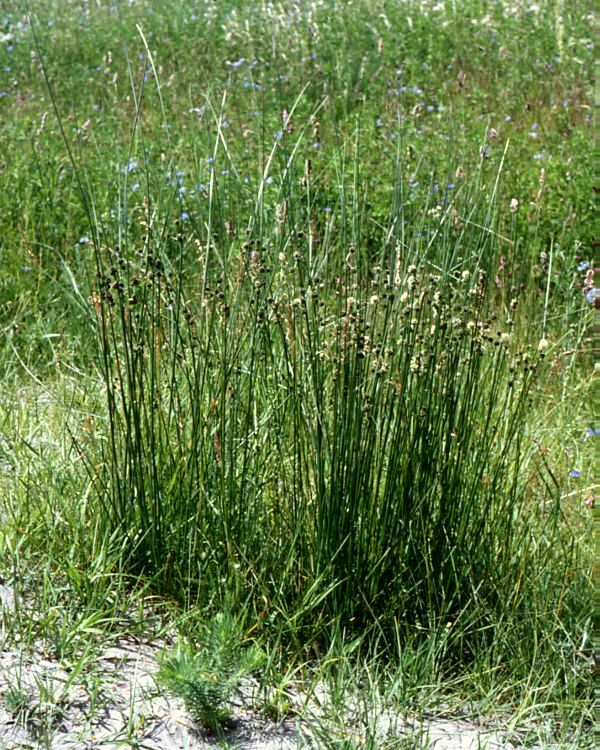
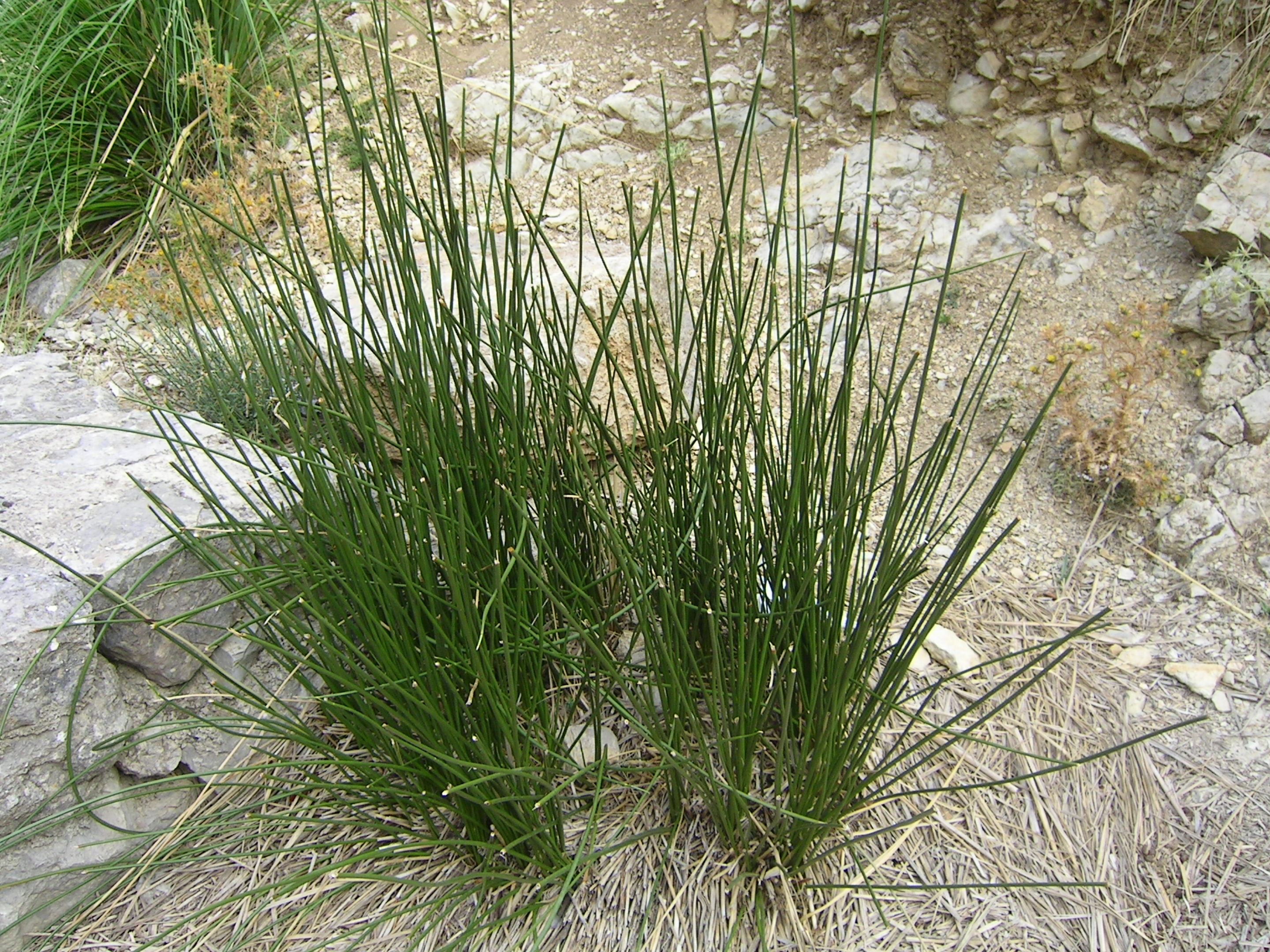
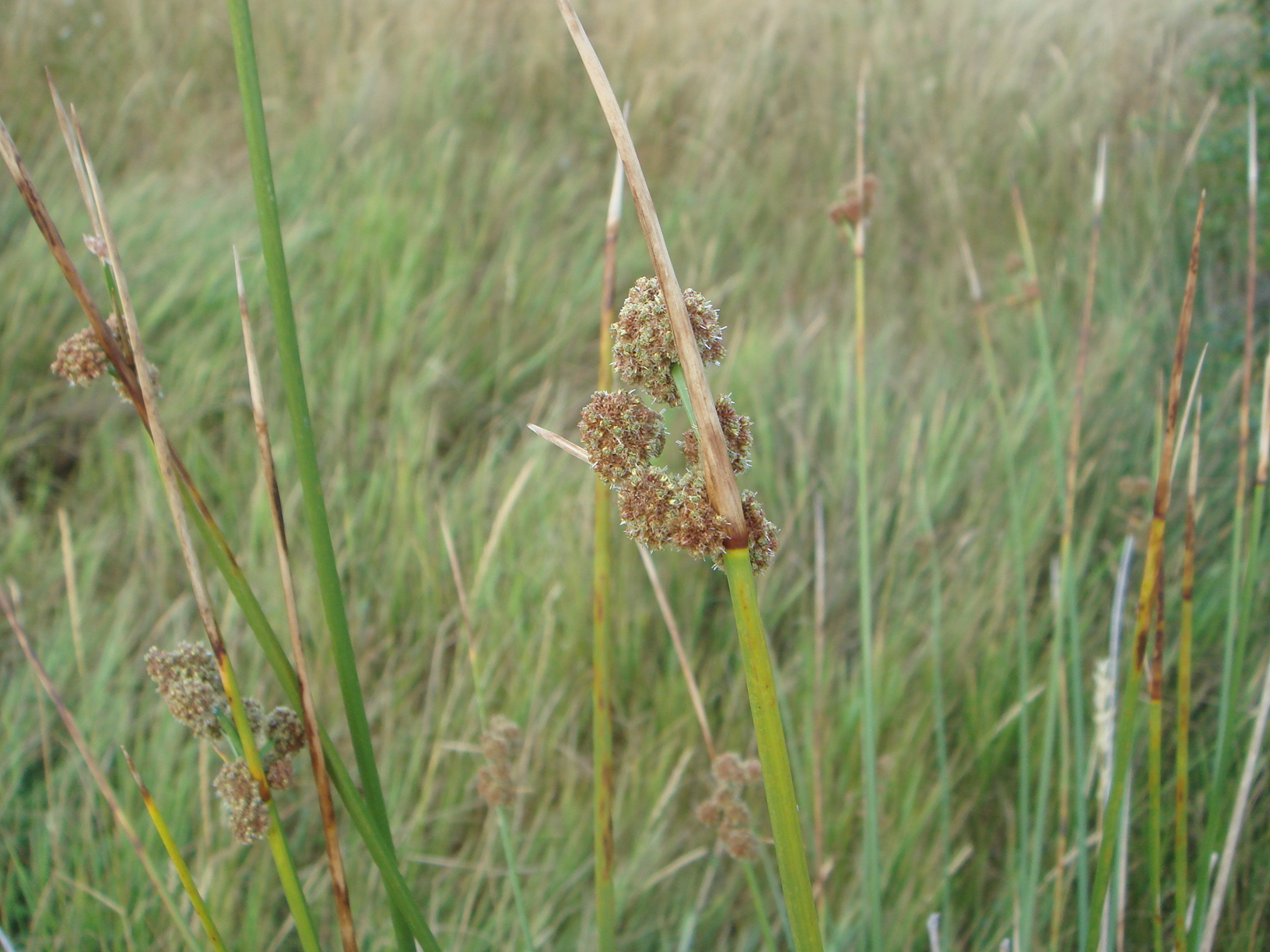
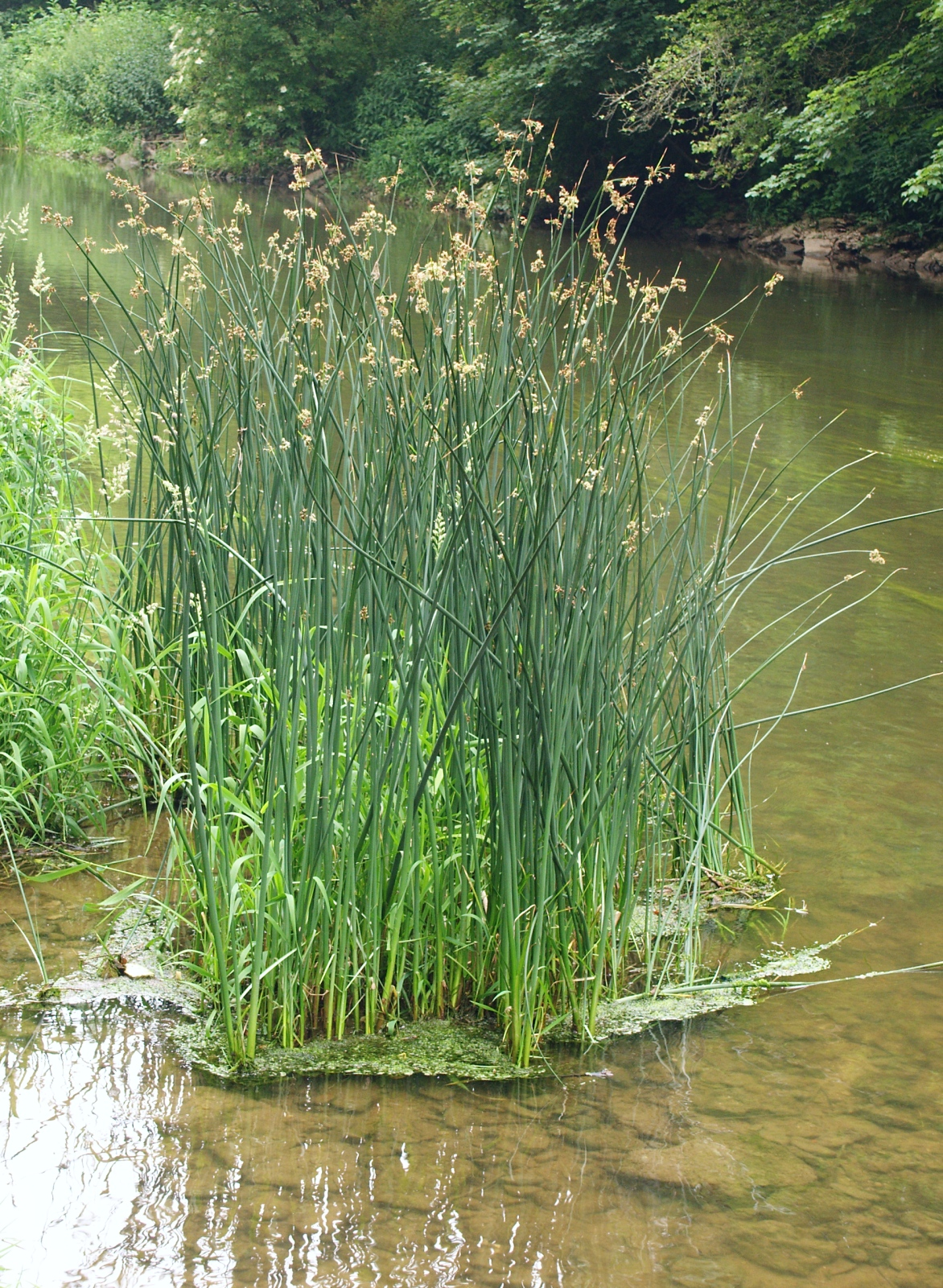
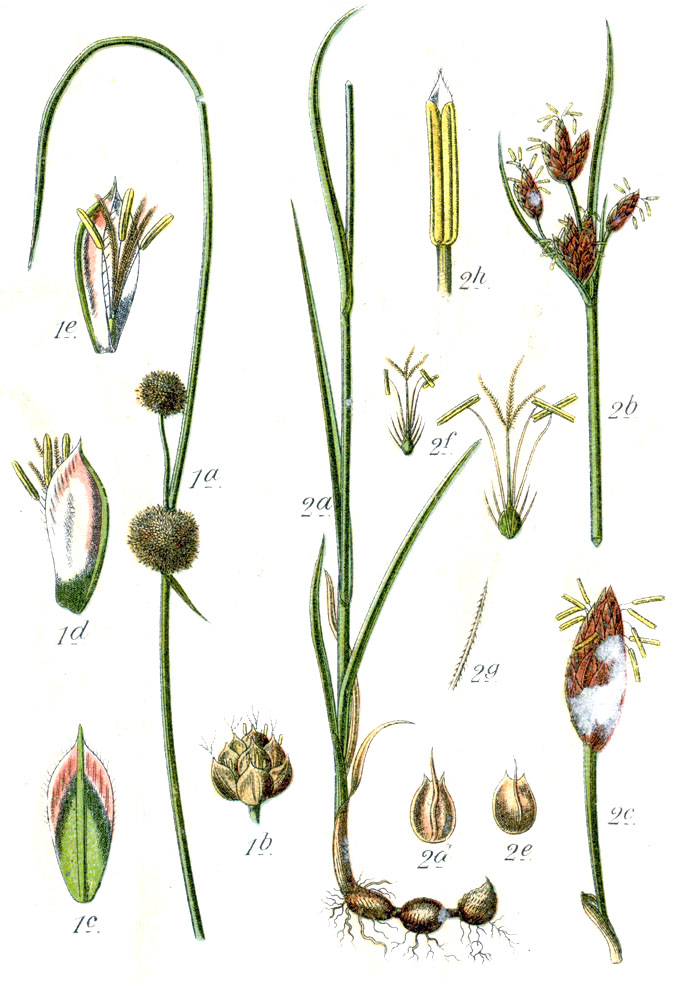